# Z1 배틀로얄
Z1 배틀로얄(Z1 Battle Royale)은 데이브레이크 게임 컴퍼니가 개발하고 배급한 배틀 로열 게임이다. 이 게임의 개발은 오리지널 H1Z1이 2016년 초에 2개의 구분된 프로젝트(H1Z1: 저스트 서바이브, H1Z1)로 스핀오프된 이후 시작되었다. 이 게임들은 더 나아가 2017년 10월 Just Survive의 H1Z1 게임 중단에 이어 킹 오브 더 킬(King of the Kill)이 단순히 H1Z1이 되면서 별개의 프로젝트로 분할되기에 이른다.
마이크로소프트 윈도우용 앞서 해보기를 한지 3년 후 H1Z1은 공식적으로 2018년 2월 부분 유료화 게임으로 출시되었고 나중에 2018년 8월 플레이스테이션 4용으로 출시되었다. 그러나 한 달 뒤 이 게임의 개발은 NantG 모바일로 넘어갔으며 이 게임은 2017년의 더 초기 빌드 상태로 되돌리기가 시도되면서 'Z1 배틀로얄'로 리브랜딩되었다. 2019년 4월에 이 게임의 개발은 데이브레이크(Daybreak)가 다시 맡게 되었다.

## 평가
| 평가 |                          |
| --- | ------------------------ |
| 통합 점수 통합사 점수 메타크리틱 (PC) 70/100 [ 1 ] (PS4) 66/100 [ 2 ] 평론 점수 평론사 점수 게임 인포머 8/10 [ 3 ] 게임스팟 7/10 [ 4 ] IGN 7/10 [ 5 ] |                          |
| 통합 점수 |                          |
| 통합사 | 점수                     |
| 메타크리틱 | (PC) 70/100 (PS4) 66/100 |
| 평론 점수 |                          |
| 평론사 | 점수                     |
| 게임 인포머 | 8/10                     |
| 게임스팟 | 7/10                     |
| IGN | 7/10                     |